# Fonches-Fonchette
Fonches-Fonchette település Franciaországban, Somme megyében. Lakosainak száma 169 fő (2022. január 1.). Fonches-Fonchette Curchy, Étalon, Hattencourt, Liancourt-Fosse, Punchy, Puzeaux és Hypercourt községekkel határos.

## Népesség
A település népességének változása:
| Lakosok száma | 159  | 162  | 163  | 164  | 167  | 170  | 171  | 170  | 169  |
|               | 2013 | 2015 | 2016 | 2017 | 2018 | 2019 | 2020 | 2021 | 2022 |